# Polytrichadelphus subrubescens
Polytrichadelphus subrubescens là một loài Rêu trong họ Polytrichaceae. Loài này được (Thér.) G.L. Sm. miêu tả khoa học đầu tiên năm 1969.